# Династія Східна Вей
Дина́стія Східна Вей (спрощ.: 东魏朝; кит. трад.: 東魏朝; піньїнь: Dōng Wèi Cháo) — династія, що правила північно-східним Китаєм після занепаду династії Північна Вей у 534 році. Фактичну владу мав рід Гао. Правління цієї династії тривало 16 років. У 550 році Гао Ян утворив нову династію — Північна Ці.

## Історія
Внаслідок внутрішніх негараздів у державі Північна Вей значну частину влади перебрали місцеві військовики. У 534 році впливовий сановник та військовик Гао Хуань поставив у м. Лоян нового імператора Юань Шаньцзяня. Втім західна частина Північної Вей не визнала цього імператора, утворивши Західну Вей. Надалі представники роду Гао намагалися підкорити останню. В цьому вони спиралися на союз з імператором У-ді з династії Лян. У 549 році Гао Яну довелося приборкувати повстання Хоу Цзіна, який перейшов на бік Лян. У 550 році Гао Ян скинув імператора Східної Вей (першого й останнього) й оголосив про утворення династії північна Ці.

## Культура
За часів цієї династії продовжується посилюватися вплив буддизму та культурне та громадське життя. Розбудовуються храми. Значний вплив мав греко-буддизм Гандхари.